# Юная мисс США 1986
Юная Мисс США 1986 (англ. Miss Teen USA 1986) — 4-й национальный конкурс красоты Юная мисс США, проводился в Ocean Center, Дейтона-Бич, Флорида. Победительницей стала 16-летняя Эллисон Браун, представлявшая штат Оклахома.
Впервые конкурс красоты проводился в Дейтона-Бич, хотя годом ранее проводился в Майами. Ведущими вечера стали Майкл Янг и Морган Бриттани.

## Результаты

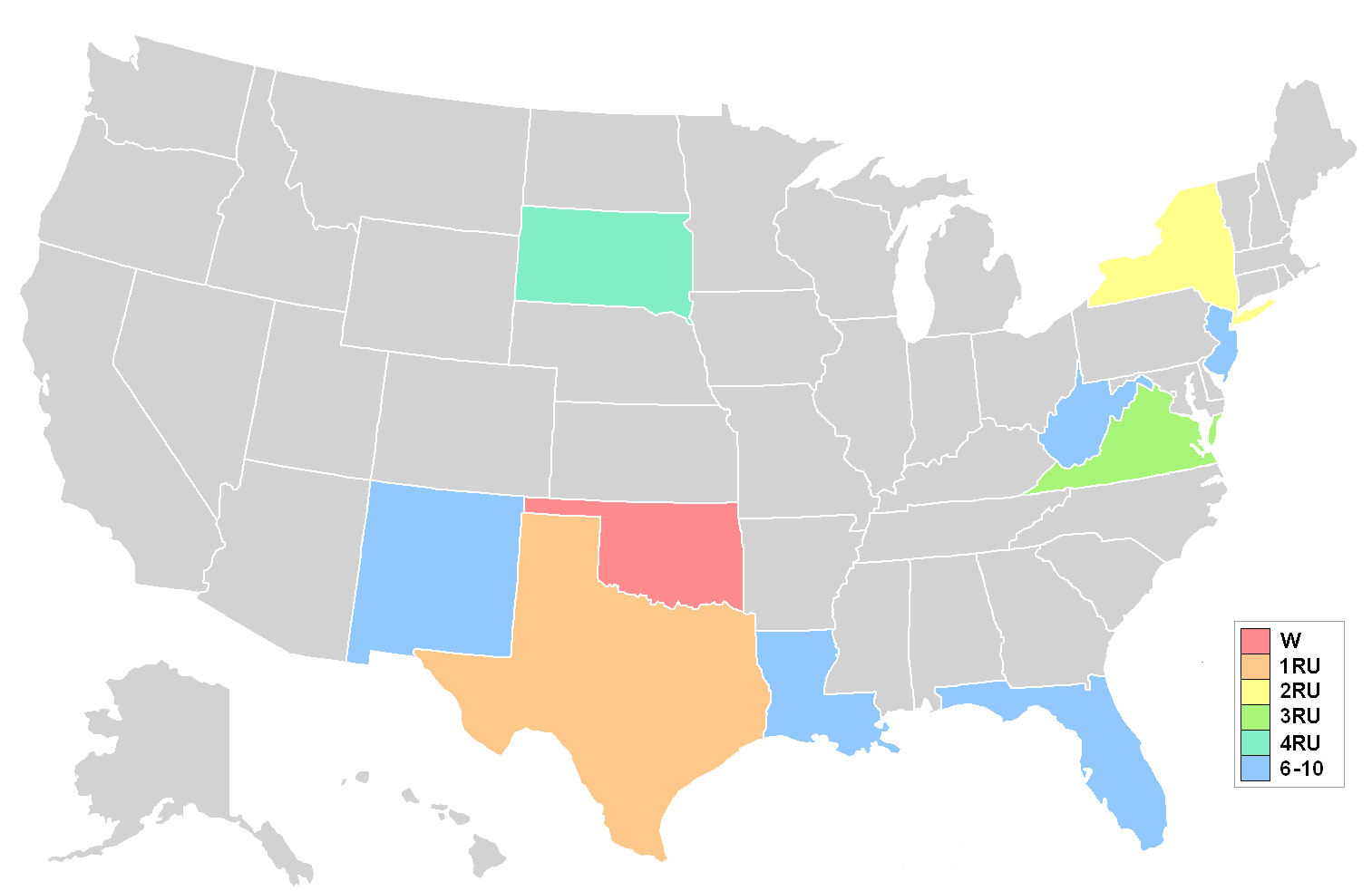
Штаты участницы Юная Мисс США 1986

### Места
| Итоговый результат | Участница |
| ------------------ | --- |
| Юная Мисс США 1986 | - Оклахома — Эллисон Браун |
| 1-я Вице-мисс      | - Техас — Бекки Пестана |
| 2-я Вице-мисс      | - Нью-Йорк — Клаудиа Лием |
| 3-я Вице-мисс      | - Виргиния — Анджела Тигпен |
| 4-я Вице-мисс      | - Южная Дакота — Валери Марсден |
| Топ 10             | - Флорида — Стефани Смит - Луизиана — Шаста Ст. Анджело - Нью-Джерси — Розали Сесилия Куоццо - Нью-Мексико — Керали Хансен - Западная Виргиния — Джоди Колдуэлл |

### Специальные награды
| Награда              | Участница                        |
| -------------------- | -------------------------------- |
| Мисс Конгениальность | - Арканзас — Дана Муди           |
| Мисс Фотогеничность  | - Аризона — Кристи Ванни         |
| Лучший костюм штата  | - Пенсильвания — Мелисса Форлини |

### Оценки участниц
| \| Штат \| Отборочные соревнования \| Интервью \| Купальный костюм \| Вечернее платье \| Средний балл \| \| ----------------- \| ----------------------- \| -------- \| ---------------- \| --------------- \| ------------ \| \| Оклахома \| 8.977 \| 9.488 \| 9.488 \| 9.533 \| 9.503 \| \| Техас \| 8.851 \| 9.333 \| 9.411 \| 9.500 \| 9.414 \| \| Нью-Йорк \| 8.888 \| 9.155 \| 9.100 \| 8.988 \| 9.081 \| \| Южная Дакота \| 8.555 \| 9.022 \| 9.088 \| 9.073 \| 9.122 \| \| Виргиния \| 8.910 \| 9.162 \| 8.911 \| 8.966 \| 9.013 \| \| Нью-Мексико \| 8.906 \| 8.900 \| 8.911 \| 9.133 \| 8.981 \| \| Луизиана \| 8.644 \| 8.755 \| 8.744 \| 9.177 \| 8.705 \| \| Флорида \| 8.647 \| 8.600 \| 8.666 \| 8.744 \| 8.670 \| \| Нью-Джерси \| 8.292 \| 8.811 \| 8.503 \| 8.488 \| 8.518 \| \| Западная Виргиния \| 8.607 \| 8.000 \| 8.533 \| 8.666 \| 8.399 \| | Победительница 1-я Вице Мисс 2-я Вице Мисс 3-я Вице Мисс 4-я Вице Мисс |          |                  |                 |              |
| Штат | Отборочные соревнования                                                | Интервью | Купальный костюм | Вечернее платье | Средний балл |
| Оклахома | 8.977                                                                  | 9.488    | 9.488            | 9.533           | 9.503        |
| Техас | 8.851                                                                  | 9.333    | 9.411            | 9.500           | 9.414        |
| Нью-Йорк | 8.888                                                                  | 9.155    | 9.100            | 8.988           | 9.081        |
| Южная Дакота | 8.555                                                                  | 9.022    | 9.088            | 9.073           | 9.122        |
| Виргиния | 8.910                                                                  | 9.162    | 8.911            | 8.966           | 9.013        |
| Нью-Мексико | 8.906                                                                  | 8.900    | 8.911            | 9.133           | 8.981        |
| Луизиана | 8.644                                                                  | 8.755    | 8.744            | 9.177           | 8.705        |
| Флорида | 8.647                                                                  | 8.600    | 8.666            | 8.744           | 8.670        |
| Нью-Джерси | 8.292                                                                  | 8.811    | 8.503            | 8.488           | 8.518        |
| Западная Виргиния | 8.607                                                                  | 8.000    | 8.533            | 8.666           | 8.399        |

## Судьи
- Беверли Сассун
- Тим Фоли
- Сьюзан Ричардсон[англ.]
- Генри Полич II[англ.]
- Беверли Энн Джонсон[англ.]
- Аллен Фоусет
- Рэнди Ронсфельд
- Марж Дюсэй
- Бобби То
- Шериз Хауген
- Хинтон Баттл

## Участницы
| - Айдахо — Кэтрин Комба - Айова — Стейси Хорст - Алабама — Гейл Маги - Аляска — Бобби Митчелл - Аризона — Кристи Ванни - Арканзас — Дана Муди - Вайоминг — Джули Генри - Вашингтон — Лиза Эллиот - Вермонт — Холли Микабл - Виргиния — Анджела Тигпен - Висконсин — Ланаэ Ст. Джон - Гавайи — Мишель Хардин - Делавэр — Лаура Хоторн - Джорджия — Венди Ньюендорф - Западная Виргиния — Джоди Колдуэлл - Иллинойс — Дайан Лоури - Индиана — Кристан Хек - Калифорния — Мишель Лоуэлл - Канзас — Кимберли Гирренс - Кентукки — Эми Миллер - Колорадо — Рэйан Дурки - Коннектикут — Шерри Дурвеки - Луизиана — Шаста Ст. Анджело - Массачусетс — Мишель Кинг - Миннесота — Дженнифер Гекал - Миссисипи — Мишель Вешай | - Миссури — Дженнифер Сандгора - Мичиган — Шерри Тернер - Монтана — Карри Кослецки - Мэн — Линда Кинг - Мэриленд — Джули Стэнфорд - Небраска — Элизабет Бешай - Невада — Венди Стюарт - Нью-Гэмпшир — Дайан Дотан - Нью-Джерси — Розали Кузо - Нью-Йорк — Клаудиа Лием - Нью-Мексико — Керали Хэнсон - Огайо — Мишель Бин - Оклахома — Эллисон Браун - Вашингтон (округ Колумбия) — Мелисса Гилберт - Орегон — Дана Кристиансен - Пенсильвания — Мелисса Форлини - Род-Айленд — Лори Дамиани - Северная Дакота — Шеннон Кейзер - Северная Каролина — Дениз Джейкобс - Теннесси — Венди Алаос - Техас — Бекки Пестана - Флорида — Стефани Смит - Южная Дакота — Валери Марсден - Южная Каролина — Анжела Шулер - Юта — Мишель Монтгомери |